# Ivan Sokolov
Pour les articles homonymes, voir Sokolov.
Ne doit pas être confondu avec Andreï Sokolov.
Ivan Sokolov, né le 13 juin 1968 à Sarajevo, (Bosnie-Herzégovine), est un grand maître international d'échecs. Il joue à présent pour les Pays-Bas, dont il est devenu citoyen.
Au 1er janvier 2011, il est le 90e joueur mondial et 4e joueur néerlandais avec un classement Elo de 2 657. Son meilleur classement mondial fut 12e-15e joueur mondial en juillet 1996. Il fut seizième joueur mondial en janvier 2004 avec 2 706 points Elo.

## Carrière

### Champion de Yougoslavie et des Pays-Bas
Ivan Sokolov reçut le titre de maître international en 1986 et celui de grand maître international en 1987 à dix-neuf ans.
Il remporta le championnat de Yougoslavie  en 1988 ;
Depuis 1995, ivan Sokolov dispute le championnat d'échecs des Pays-Bas, remportant le titre en 1995 et 1998 et finissant deuxième en 1996, 2004, 2006, 2011 et 2012.

### Championnats du monde et coupes du monde
En juillet 1993, à Bienne, Ivan Sokolov finit à la 10e-15e place ex æquo sur 74 participants du tournoi interzonal pour le championnat du monde FIDE.
En décembre 1993, à Groningue, il finit à la 8e-19e place ex æquo sur 54 participants du tournoi de sélection pour le championnat du monde PCA.
| Année | Lieu                             | Résultat       | Ultime adversaire   | Adversaires battus               |
| ----- | -------------------------------- | -------------- | ------------------- | -------------------------------- |
| 1997  | Groningue                        | deuxième tour  | Vladimir Epichine   |                                  |
| 1999  | Las Vegas                        | deuxième tour  | Alexeï Chirov       | Sergey Kudrin                    |
| 2004  | Tripoli                          | deuxième tour  | Andreï Kharlov      | Amon Simutowe                    |
| 2005  | Khanty-Mansiïsk (coupe du monde) | troisième tour | Vladimir Malakhov   | Antoaneta Stefanova, Zhang Zhong |
| 2009  | Khanty-Mansiïsk (coupe du monde) | premier tour   | Sergueï Fedortchouk |                                  |

### Tournois internationaux
Ivan Sokolov remporta :
- le mémorial Milan Vidmar en 1987 et 1993 ;
- le Festival d'échecs de Bienne en 1988 ;
- le Tournoi d'échecs Sigeman & Co à Malmö en 1995 ;
- l'open d'Anvers en 1995 ;
- le tournoi zonal de Dresde en 1998 ;
- le tournoi de Hastings 1998-1999[3] ;
- le tournoi Lost Boys d'Amsterdam en 1999 (tournoi fermé)[4] et 2000 (tournoi open)[5] ;
- le mémorial Johann Thorir Jonsson à Reykjavik en 2001[6] ;
- l'open de Reykjavik en 2010 et 2011 ;
- deux fois le tournoi de Sarajevo : en 2003 et 2005 (à chaque fois seul vainqueur du tournoi) ;
- le mémorial Howard Staunton à Londres en 2006 ;
- le tournoi d'échecs de Hoogeveen (tournoi Essent) en 2008.

Il finit 1er-3e de la Coupe Politiken de Copenhague en 2012 (victoire de Ivan Chéparinov au départage).
Il finit deuxième du tournoi de Wijk aan Zee en 1997. En 1999, il infligea la seule défaite de Kasparov en tournoi international de 1998 à 2002 et finit à la quatrième place ex æquo derrière Kasparov, Anand et Kramnik.

### Tournois rapides
En parties rapides, Ivan Sokolov remporta le 1er championnat d'Europe de parties rapides en 2000 et l'open de Bastia (circuit corse) en 2009.

### Compétitions par équipe
De 1992 à 2000 et en 2010, Sokolov participa à sept olympiades d'échecs avec l'équipe de la Bosnie-Herzégovine, remportant la médaille d'argent par équipe en 1994 (il jouait au deuxième échiquier).
De 2002 à 2006 et en 2012, il disputa cinq olympiades dans l'équipe des Pays-Bas.
Lors du championnat d'Europe par équipe 2013, il remporte la médaille d'or individuelle au deuxième échiquier (il jouait avec les Pays-Bas). En 2005, il remporta la médaille d'or par équipe avec les Pays-Bas.
En 1989, il remporta la médaille d'argent par équipe aux championnats d'Europe avec la Bosnie-Herzégovine (il jouait au premier échiquier).
Depuis 1993, il participe à la Coupe d'Europe des clubs d'échecs avec l'équipe du ŠK Bosna, remportant la coupe d'Europe en 1994, 1999, 2000 et 2002.

### Entraîneur
Il est entraîneur senior de la FIDE depuis 2015. L'équipe nationale d'Ouzbékistan, qu'il entraîne, gagne les olympiades de Chennay en 2022. Il est considéré comme "l'un des meilleurs entraîneur du monde.

## Partie Sokolov - Kasparov, 1999
|   | a | b | c | d | e | f | g | h |   |
| 8 | Tour noire sur case noire d8 · Roi noir sur case noire h8 · Pion noir sur case noire a7 · Pion noir sur case blanche b7 · Pion noir sur case blanche f7 · Tour noire sur case blanche h7 · Pion noir sur case noire c5 · Dame noire sur case noire e5 · Cavalier noir sur case noire d4 · Pion blanc sur case noire a3 · Pion blanc sur case blanche f3 · Tour blanche sur case noire g3 · Fou blanc sur case noire b2 · Dame blanche sur case blanche c2 · Pion blanc sur case noire f2 · Pion blanc sur case noire h2 · Tour blanche sur case noire g1 · Roi blanc sur case blanche h1 | Tour noire sur case noire d8 · Roi noir sur case noire h8 · Pion noir sur case noire a7 · Pion noir sur case blanche b7 · Pion noir sur case blanche f7 · Tour noire sur case blanche h7 · Pion noir sur case noire c5 · Dame noire sur case noire e5 · Cavalier noir sur case noire d4 · Pion blanc sur case noire a3 · Pion blanc sur case blanche f3 · Tour blanche sur case noire g3 · Fou blanc sur case noire b2 · Dame blanche sur case blanche c2 · Pion blanc sur case noire f2 · Pion blanc sur case noire h2 · Tour blanche sur case noire g1 · Roi blanc sur case blanche h1 | Tour noire sur case noire d8 · Roi noir sur case noire h8 · Pion noir sur case noire a7 · Pion noir sur case blanche b7 · Pion noir sur case blanche f7 · Tour noire sur case blanche h7 · Pion noir sur case noire c5 · Dame noire sur case noire e5 · Cavalier noir sur case noire d4 · Pion blanc sur case noire a3 · Pion blanc sur case blanche f3 · Tour blanche sur case noire g3 · Fou blanc sur case noire b2 · Dame blanche sur case blanche c2 · Pion blanc sur case noire f2 · Pion blanc sur case noire h2 · Tour blanche sur case noire g1 · Roi blanc sur case blanche h1 | Tour noire sur case noire d8 · Roi noir sur case noire h8 · Pion noir sur case noire a7 · Pion noir sur case blanche b7 · Pion noir sur case blanche f7 · Tour noire sur case blanche h7 · Pion noir sur case noire c5 · Dame noire sur case noire e5 · Cavalier noir sur case noire d4 · Pion blanc sur case noire a3 · Pion blanc sur case blanche f3 · Tour blanche sur case noire g3 · Fou blanc sur case noire b2 · Dame blanche sur case blanche c2 · Pion blanc sur case noire f2 · Pion blanc sur case noire h2 · Tour blanche sur case noire g1 · Roi blanc sur case blanche h1 | Tour noire sur case noire d8 · Roi noir sur case noire h8 · Pion noir sur case noire a7 · Pion noir sur case blanche b7 · Pion noir sur case blanche f7 · Tour noire sur case blanche h7 · Pion noir sur case noire c5 · Dame noire sur case noire e5 · Cavalier noir sur case noire d4 · Pion blanc sur case noire a3 · Pion blanc sur case blanche f3 · Tour blanche sur case noire g3 · Fou blanc sur case noire b2 · Dame blanche sur case blanche c2 · Pion blanc sur case noire f2 · Pion blanc sur case noire h2 · Tour blanche sur case noire g1 · Roi blanc sur case blanche h1 | Tour noire sur case noire d8 · Roi noir sur case noire h8 · Pion noir sur case noire a7 · Pion noir sur case blanche b7 · Pion noir sur case blanche f7 · Tour noire sur case blanche h7 · Pion noir sur case noire c5 · Dame noire sur case noire e5 · Cavalier noir sur case noire d4 · Pion blanc sur case noire a3 · Pion blanc sur case blanche f3 · Tour blanche sur case noire g3 · Fou blanc sur case noire b2 · Dame blanche sur case blanche c2 · Pion blanc sur case noire f2 · Pion blanc sur case noire h2 · Tour blanche sur case noire g1 · Roi blanc sur case blanche h1 | Tour noire sur case noire d8 · Roi noir sur case noire h8 · Pion noir sur case noire a7 · Pion noir sur case blanche b7 · Pion noir sur case blanche f7 · Tour noire sur case blanche h7 · Pion noir sur case noire c5 · Dame noire sur case noire e5 · Cavalier noir sur case noire d4 · Pion blanc sur case noire a3 · Pion blanc sur case blanche f3 · Tour blanche sur case noire g3 · Fou blanc sur case noire b2 · Dame blanche sur case blanche c2 · Pion blanc sur case noire f2 · Pion blanc sur case noire h2 · Tour blanche sur case noire g1 · Roi blanc sur case blanche h1 | Tour noire sur case noire d8 · Roi noir sur case noire h8 · Pion noir sur case noire a7 · Pion noir sur case blanche b7 · Pion noir sur case blanche f7 · Tour noire sur case blanche h7 · Pion noir sur case noire c5 · Dame noire sur case noire e5 · Cavalier noir sur case noire d4 · Pion blanc sur case noire a3 · Pion blanc sur case blanche f3 · Tour blanche sur case noire g3 · Fou blanc sur case noire b2 · Dame blanche sur case blanche c2 · Pion blanc sur case noire f2 · Pion blanc sur case noire h2 · Tour blanche sur case noire g1 · Roi blanc sur case blanche h1 | 8 |
| 7 | Tour noire sur case noire d8 · Roi noir sur case noire h8 · Pion noir sur case noire a7 · Pion noir sur case blanche b7 · Pion noir sur case blanche f7 · Tour noire sur case blanche h7 · Pion noir sur case noire c5 · Dame noire sur case noire e5 · Cavalier noir sur case noire d4 · Pion blanc sur case noire a3 · Pion blanc sur case blanche f3 · Tour blanche sur case noire g3 · Fou blanc sur case noire b2 · Dame blanche sur case blanche c2 · Pion blanc sur case noire f2 · Pion blanc sur case noire h2 · Tour blanche sur case noire g1 · Roi blanc sur case blanche h1 | Tour noire sur case noire d8 · Roi noir sur case noire h8 · Pion noir sur case noire a7 · Pion noir sur case blanche b7 · Pion noir sur case blanche f7 · Tour noire sur case blanche h7 · Pion noir sur case noire c5 · Dame noire sur case noire e5 · Cavalier noir sur case noire d4 · Pion blanc sur case noire a3 · Pion blanc sur case blanche f3 · Tour blanche sur case noire g3 · Fou blanc sur case noire b2 · Dame blanche sur case blanche c2 · Pion blanc sur case noire f2 · Pion blanc sur case noire h2 · Tour blanche sur case noire g1 · Roi blanc sur case blanche h1 | Tour noire sur case noire d8 · Roi noir sur case noire h8 · Pion noir sur case noire a7 · Pion noir sur case blanche b7 · Pion noir sur case blanche f7 · Tour noire sur case blanche h7 · Pion noir sur case noire c5 · Dame noire sur case noire e5 · Cavalier noir sur case noire d4 · Pion blanc sur case noire a3 · Pion blanc sur case blanche f3 · Tour blanche sur case noire g3 · Fou blanc sur case noire b2 · Dame blanche sur case blanche c2 · Pion blanc sur case noire f2 · Pion blanc sur case noire h2 · Tour blanche sur case noire g1 · Roi blanc sur case blanche h1 | Tour noire sur case noire d8 · Roi noir sur case noire h8 · Pion noir sur case noire a7 · Pion noir sur case blanche b7 · Pion noir sur case blanche f7 · Tour noire sur case blanche h7 · Pion noir sur case noire c5 · Dame noire sur case noire e5 · Cavalier noir sur case noire d4 · Pion blanc sur case noire a3 · Pion blanc sur case blanche f3 · Tour blanche sur case noire g3 · Fou blanc sur case noire b2 · Dame blanche sur case blanche c2 · Pion blanc sur case noire f2 · Pion blanc sur case noire h2 · Tour blanche sur case noire g1 · Roi blanc sur case blanche h1 | Tour noire sur case noire d8 · Roi noir sur case noire h8 · Pion noir sur case noire a7 · Pion noir sur case blanche b7 · Pion noir sur case blanche f7 · Tour noire sur case blanche h7 · Pion noir sur case noire c5 · Dame noire sur case noire e5 · Cavalier noir sur case noire d4 · Pion blanc sur case noire a3 · Pion blanc sur case blanche f3 · Tour blanche sur case noire g3 · Fou blanc sur case noire b2 · Dame blanche sur case blanche c2 · Pion blanc sur case noire f2 · Pion blanc sur case noire h2 · Tour blanche sur case noire g1 · Roi blanc sur case blanche h1 | Tour noire sur case noire d8 · Roi noir sur case noire h8 · Pion noir sur case noire a7 · Pion noir sur case blanche b7 · Pion noir sur case blanche f7 · Tour noire sur case blanche h7 · Pion noir sur case noire c5 · Dame noire sur case noire e5 · Cavalier noir sur case noire d4 · Pion blanc sur case noire a3 · Pion blanc sur case blanche f3 · Tour blanche sur case noire g3 · Fou blanc sur case noire b2 · Dame blanche sur case blanche c2 · Pion blanc sur case noire f2 · Pion blanc sur case noire h2 · Tour blanche sur case noire g1 · Roi blanc sur case blanche h1 | Tour noire sur case noire d8 · Roi noir sur case noire h8 · Pion noir sur case noire a7 · Pion noir sur case blanche b7 · Pion noir sur case blanche f7 · Tour noire sur case blanche h7 · Pion noir sur case noire c5 · Dame noire sur case noire e5 · Cavalier noir sur case noire d4 · Pion blanc sur case noire a3 · Pion blanc sur case blanche f3 · Tour blanche sur case noire g3 · Fou blanc sur case noire b2 · Dame blanche sur case blanche c2 · Pion blanc sur case noire f2 · Pion blanc sur case noire h2 · Tour blanche sur case noire g1 · Roi blanc sur case blanche h1 | Tour noire sur case noire d8 · Roi noir sur case noire h8 · Pion noir sur case noire a7 · Pion noir sur case blanche b7 · Pion noir sur case blanche f7 · Tour noire sur case blanche h7 · Pion noir sur case noire c5 · Dame noire sur case noire e5 · Cavalier noir sur case noire d4 · Pion blanc sur case noire a3 · Pion blanc sur case blanche f3 · Tour blanche sur case noire g3 · Fou blanc sur case noire b2 · Dame blanche sur case blanche c2 · Pion blanc sur case noire f2 · Pion blanc sur case noire h2 · Tour blanche sur case noire g1 · Roi blanc sur case blanche h1 | 7 |
| 6 | Tour noire sur case noire d8 · Roi noir sur case noire h8 · Pion noir sur case noire a7 · Pion noir sur case blanche b7 · Pion noir sur case blanche f7 · Tour noire sur case blanche h7 · Pion noir sur case noire c5 · Dame noire sur case noire e5 · Cavalier noir sur case noire d4 · Pion blanc sur case noire a3 · Pion blanc sur case blanche f3 · Tour blanche sur case noire g3 · Fou blanc sur case noire b2 · Dame blanche sur case blanche c2 · Pion blanc sur case noire f2 · Pion blanc sur case noire h2 · Tour blanche sur case noire g1 · Roi blanc sur case blanche h1 | Tour noire sur case noire d8 · Roi noir sur case noire h8 · Pion noir sur case noire a7 · Pion noir sur case blanche b7 · Pion noir sur case blanche f7 · Tour noire sur case blanche h7 · Pion noir sur case noire c5 · Dame noire sur case noire e5 · Cavalier noir sur case noire d4 · Pion blanc sur case noire a3 · Pion blanc sur case blanche f3 · Tour blanche sur case noire g3 · Fou blanc sur case noire b2 · Dame blanche sur case blanche c2 · Pion blanc sur case noire f2 · Pion blanc sur case noire h2 · Tour blanche sur case noire g1 · Roi blanc sur case blanche h1 | Tour noire sur case noire d8 · Roi noir sur case noire h8 · Pion noir sur case noire a7 · Pion noir sur case blanche b7 · Pion noir sur case blanche f7 · Tour noire sur case blanche h7 · Pion noir sur case noire c5 · Dame noire sur case noire e5 · Cavalier noir sur case noire d4 · Pion blanc sur case noire a3 · Pion blanc sur case blanche f3 · Tour blanche sur case noire g3 · Fou blanc sur case noire b2 · Dame blanche sur case blanche c2 · Pion blanc sur case noire f2 · Pion blanc sur case noire h2 · Tour blanche sur case noire g1 · Roi blanc sur case blanche h1 | Tour noire sur case noire d8 · Roi noir sur case noire h8 · Pion noir sur case noire a7 · Pion noir sur case blanche b7 · Pion noir sur case blanche f7 · Tour noire sur case blanche h7 · Pion noir sur case noire c5 · Dame noire sur case noire e5 · Cavalier noir sur case noire d4 · Pion blanc sur case noire a3 · Pion blanc sur case blanche f3 · Tour blanche sur case noire g3 · Fou blanc sur case noire b2 · Dame blanche sur case blanche c2 · Pion blanc sur case noire f2 · Pion blanc sur case noire h2 · Tour blanche sur case noire g1 · Roi blanc sur case blanche h1 | Tour noire sur case noire d8 · Roi noir sur case noire h8 · Pion noir sur case noire a7 · Pion noir sur case blanche b7 · Pion noir sur case blanche f7 · Tour noire sur case blanche h7 · Pion noir sur case noire c5 · Dame noire sur case noire e5 · Cavalier noir sur case noire d4 · Pion blanc sur case noire a3 · Pion blanc sur case blanche f3 · Tour blanche sur case noire g3 · Fou blanc sur case noire b2 · Dame blanche sur case blanche c2 · Pion blanc sur case noire f2 · Pion blanc sur case noire h2 · Tour blanche sur case noire g1 · Roi blanc sur case blanche h1 | Tour noire sur case noire d8 · Roi noir sur case noire h8 · Pion noir sur case noire a7 · Pion noir sur case blanche b7 · Pion noir sur case blanche f7 · Tour noire sur case blanche h7 · Pion noir sur case noire c5 · Dame noire sur case noire e5 · Cavalier noir sur case noire d4 · Pion blanc sur case noire a3 · Pion blanc sur case blanche f3 · Tour blanche sur case noire g3 · Fou blanc sur case noire b2 · Dame blanche sur case blanche c2 · Pion blanc sur case noire f2 · Pion blanc sur case noire h2 · Tour blanche sur case noire g1 · Roi blanc sur case blanche h1 | Tour noire sur case noire d8 · Roi noir sur case noire h8 · Pion noir sur case noire a7 · Pion noir sur case blanche b7 · Pion noir sur case blanche f7 · Tour noire sur case blanche h7 · Pion noir sur case noire c5 · Dame noire sur case noire e5 · Cavalier noir sur case noire d4 · Pion blanc sur case noire a3 · Pion blanc sur case blanche f3 · Tour blanche sur case noire g3 · Fou blanc sur case noire b2 · Dame blanche sur case blanche c2 · Pion blanc sur case noire f2 · Pion blanc sur case noire h2 · Tour blanche sur case noire g1 · Roi blanc sur case blanche h1 | Tour noire sur case noire d8 · Roi noir sur case noire h8 · Pion noir sur case noire a7 · Pion noir sur case blanche b7 · Pion noir sur case blanche f7 · Tour noire sur case blanche h7 · Pion noir sur case noire c5 · Dame noire sur case noire e5 · Cavalier noir sur case noire d4 · Pion blanc sur case noire a3 · Pion blanc sur case blanche f3 · Tour blanche sur case noire g3 · Fou blanc sur case noire b2 · Dame blanche sur case blanche c2 · Pion blanc sur case noire f2 · Pion blanc sur case noire h2 · Tour blanche sur case noire g1 · Roi blanc sur case blanche h1 | 6 |
| 5 | Tour noire sur case noire d8 · Roi noir sur case noire h8 · Pion noir sur case noire a7 · Pion noir sur case blanche b7 · Pion noir sur case blanche f7 · Tour noire sur case blanche h7 · Pion noir sur case noire c5 · Dame noire sur case noire e5 · Cavalier noir sur case noire d4 · Pion blanc sur case noire a3 · Pion blanc sur case blanche f3 · Tour blanche sur case noire g3 · Fou blanc sur case noire b2 · Dame blanche sur case blanche c2 · Pion blanc sur case noire f2 · Pion blanc sur case noire h2 · Tour blanche sur case noire g1 · Roi blanc sur case blanche h1 | Tour noire sur case noire d8 · Roi noir sur case noire h8 · Pion noir sur case noire a7 · Pion noir sur case blanche b7 · Pion noir sur case blanche f7 · Tour noire sur case blanche h7 · Pion noir sur case noire c5 · Dame noire sur case noire e5 · Cavalier noir sur case noire d4 · Pion blanc sur case noire a3 · Pion blanc sur case blanche f3 · Tour blanche sur case noire g3 · Fou blanc sur case noire b2 · Dame blanche sur case blanche c2 · Pion blanc sur case noire f2 · Pion blanc sur case noire h2 · Tour blanche sur case noire g1 · Roi blanc sur case blanche h1 | Tour noire sur case noire d8 · Roi noir sur case noire h8 · Pion noir sur case noire a7 · Pion noir sur case blanche b7 · Pion noir sur case blanche f7 · Tour noire sur case blanche h7 · Pion noir sur case noire c5 · Dame noire sur case noire e5 · Cavalier noir sur case noire d4 · Pion blanc sur case noire a3 · Pion blanc sur case blanche f3 · Tour blanche sur case noire g3 · Fou blanc sur case noire b2 · Dame blanche sur case blanche c2 · Pion blanc sur case noire f2 · Pion blanc sur case noire h2 · Tour blanche sur case noire g1 · Roi blanc sur case blanche h1 | Tour noire sur case noire d8 · Roi noir sur case noire h8 · Pion noir sur case noire a7 · Pion noir sur case blanche b7 · Pion noir sur case blanche f7 · Tour noire sur case blanche h7 · Pion noir sur case noire c5 · Dame noire sur case noire e5 · Cavalier noir sur case noire d4 · Pion blanc sur case noire a3 · Pion blanc sur case blanche f3 · Tour blanche sur case noire g3 · Fou blanc sur case noire b2 · Dame blanche sur case blanche c2 · Pion blanc sur case noire f2 · Pion blanc sur case noire h2 · Tour blanche sur case noire g1 · Roi blanc sur case blanche h1 | Tour noire sur case noire d8 · Roi noir sur case noire h8 · Pion noir sur case noire a7 · Pion noir sur case blanche b7 · Pion noir sur case blanche f7 · Tour noire sur case blanche h7 · Pion noir sur case noire c5 · Dame noire sur case noire e5 · Cavalier noir sur case noire d4 · Pion blanc sur case noire a3 · Pion blanc sur case blanche f3 · Tour blanche sur case noire g3 · Fou blanc sur case noire b2 · Dame blanche sur case blanche c2 · Pion blanc sur case noire f2 · Pion blanc sur case noire h2 · Tour blanche sur case noire g1 · Roi blanc sur case blanche h1 | Tour noire sur case noire d8 · Roi noir sur case noire h8 · Pion noir sur case noire a7 · Pion noir sur case blanche b7 · Pion noir sur case blanche f7 · Tour noire sur case blanche h7 · Pion noir sur case noire c5 · Dame noire sur case noire e5 · Cavalier noir sur case noire d4 · Pion blanc sur case noire a3 · Pion blanc sur case blanche f3 · Tour blanche sur case noire g3 · Fou blanc sur case noire b2 · Dame blanche sur case blanche c2 · Pion blanc sur case noire f2 · Pion blanc sur case noire h2 · Tour blanche sur case noire g1 · Roi blanc sur case blanche h1 | Tour noire sur case noire d8 · Roi noir sur case noire h8 · Pion noir sur case noire a7 · Pion noir sur case blanche b7 · Pion noir sur case blanche f7 · Tour noire sur case blanche h7 · Pion noir sur case noire c5 · Dame noire sur case noire e5 · Cavalier noir sur case noire d4 · Pion blanc sur case noire a3 · Pion blanc sur case blanche f3 · Tour blanche sur case noire g3 · Fou blanc sur case noire b2 · Dame blanche sur case blanche c2 · Pion blanc sur case noire f2 · Pion blanc sur case noire h2 · Tour blanche sur case noire g1 · Roi blanc sur case blanche h1 | Tour noire sur case noire d8 · Roi noir sur case noire h8 · Pion noir sur case noire a7 · Pion noir sur case blanche b7 · Pion noir sur case blanche f7 · Tour noire sur case blanche h7 · Pion noir sur case noire c5 · Dame noire sur case noire e5 · Cavalier noir sur case noire d4 · Pion blanc sur case noire a3 · Pion blanc sur case blanche f3 · Tour blanche sur case noire g3 · Fou blanc sur case noire b2 · Dame blanche sur case blanche c2 · Pion blanc sur case noire f2 · Pion blanc sur case noire h2 · Tour blanche sur case noire g1 · Roi blanc sur case blanche h1 | 5 |
| 4 | Tour noire sur case noire d8 · Roi noir sur case noire h8 · Pion noir sur case noire a7 · Pion noir sur case blanche b7 · Pion noir sur case blanche f7 · Tour noire sur case blanche h7 · Pion noir sur case noire c5 · Dame noire sur case noire e5 · Cavalier noir sur case noire d4 · Pion blanc sur case noire a3 · Pion blanc sur case blanche f3 · Tour blanche sur case noire g3 · Fou blanc sur case noire b2 · Dame blanche sur case blanche c2 · Pion blanc sur case noire f2 · Pion blanc sur case noire h2 · Tour blanche sur case noire g1 · Roi blanc sur case blanche h1 | Tour noire sur case noire d8 · Roi noir sur case noire h8 · Pion noir sur case noire a7 · Pion noir sur case blanche b7 · Pion noir sur case blanche f7 · Tour noire sur case blanche h7 · Pion noir sur case noire c5 · Dame noire sur case noire e5 · Cavalier noir sur case noire d4 · Pion blanc sur case noire a3 · Pion blanc sur case blanche f3 · Tour blanche sur case noire g3 · Fou blanc sur case noire b2 · Dame blanche sur case blanche c2 · Pion blanc sur case noire f2 · Pion blanc sur case noire h2 · Tour blanche sur case noire g1 · Roi blanc sur case blanche h1 | Tour noire sur case noire d8 · Roi noir sur case noire h8 · Pion noir sur case noire a7 · Pion noir sur case blanche b7 · Pion noir sur case blanche f7 · Tour noire sur case blanche h7 · Pion noir sur case noire c5 · Dame noire sur case noire e5 · Cavalier noir sur case noire d4 · Pion blanc sur case noire a3 · Pion blanc sur case blanche f3 · Tour blanche sur case noire g3 · Fou blanc sur case noire b2 · Dame blanche sur case blanche c2 · Pion blanc sur case noire f2 · Pion blanc sur case noire h2 · Tour blanche sur case noire g1 · Roi blanc sur case blanche h1 | Tour noire sur case noire d8 · Roi noir sur case noire h8 · Pion noir sur case noire a7 · Pion noir sur case blanche b7 · Pion noir sur case blanche f7 · Tour noire sur case blanche h7 · Pion noir sur case noire c5 · Dame noire sur case noire e5 · Cavalier noir sur case noire d4 · Pion blanc sur case noire a3 · Pion blanc sur case blanche f3 · Tour blanche sur case noire g3 · Fou blanc sur case noire b2 · Dame blanche sur case blanche c2 · Pion blanc sur case noire f2 · Pion blanc sur case noire h2 · Tour blanche sur case noire g1 · Roi blanc sur case blanche h1 | Tour noire sur case noire d8 · Roi noir sur case noire h8 · Pion noir sur case noire a7 · Pion noir sur case blanche b7 · Pion noir sur case blanche f7 · Tour noire sur case blanche h7 · Pion noir sur case noire c5 · Dame noire sur case noire e5 · Cavalier noir sur case noire d4 · Pion blanc sur case noire a3 · Pion blanc sur case blanche f3 · Tour blanche sur case noire g3 · Fou blanc sur case noire b2 · Dame blanche sur case blanche c2 · Pion blanc sur case noire f2 · Pion blanc sur case noire h2 · Tour blanche sur case noire g1 · Roi blanc sur case blanche h1 | Tour noire sur case noire d8 · Roi noir sur case noire h8 · Pion noir sur case noire a7 · Pion noir sur case blanche b7 · Pion noir sur case blanche f7 · Tour noire sur case blanche h7 · Pion noir sur case noire c5 · Dame noire sur case noire e5 · Cavalier noir sur case noire d4 · Pion blanc sur case noire a3 · Pion blanc sur case blanche f3 · Tour blanche sur case noire g3 · Fou blanc sur case noire b2 · Dame blanche sur case blanche c2 · Pion blanc sur case noire f2 · Pion blanc sur case noire h2 · Tour blanche sur case noire g1 · Roi blanc sur case blanche h1 | Tour noire sur case noire d8 · Roi noir sur case noire h8 · Pion noir sur case noire a7 · Pion noir sur case blanche b7 · Pion noir sur case blanche f7 · Tour noire sur case blanche h7 · Pion noir sur case noire c5 · Dame noire sur case noire e5 · Cavalier noir sur case noire d4 · Pion blanc sur case noire a3 · Pion blanc sur case blanche f3 · Tour blanche sur case noire g3 · Fou blanc sur case noire b2 · Dame blanche sur case blanche c2 · Pion blanc sur case noire f2 · Pion blanc sur case noire h2 · Tour blanche sur case noire g1 · Roi blanc sur case blanche h1 | Tour noire sur case noire d8 · Roi noir sur case noire h8 · Pion noir sur case noire a7 · Pion noir sur case blanche b7 · Pion noir sur case blanche f7 · Tour noire sur case blanche h7 · Pion noir sur case noire c5 · Dame noire sur case noire e5 · Cavalier noir sur case noire d4 · Pion blanc sur case noire a3 · Pion blanc sur case blanche f3 · Tour blanche sur case noire g3 · Fou blanc sur case noire b2 · Dame blanche sur case blanche c2 · Pion blanc sur case noire f2 · Pion blanc sur case noire h2 · Tour blanche sur case noire g1 · Roi blanc sur case blanche h1 | 4 |
| 3 | Tour noire sur case noire d8 · Roi noir sur case noire h8 · Pion noir sur case noire a7 · Pion noir sur case blanche b7 · Pion noir sur case blanche f7 · Tour noire sur case blanche h7 · Pion noir sur case noire c5 · Dame noire sur case noire e5 · Cavalier noir sur case noire d4 · Pion blanc sur case noire a3 · Pion blanc sur case blanche f3 · Tour blanche sur case noire g3 · Fou blanc sur case noire b2 · Dame blanche sur case blanche c2 · Pion blanc sur case noire f2 · Pion blanc sur case noire h2 · Tour blanche sur case noire g1 · Roi blanc sur case blanche h1 | Tour noire sur case noire d8 · Roi noir sur case noire h8 · Pion noir sur case noire a7 · Pion noir sur case blanche b7 · Pion noir sur case blanche f7 · Tour noire sur case blanche h7 · Pion noir sur case noire c5 · Dame noire sur case noire e5 · Cavalier noir sur case noire d4 · Pion blanc sur case noire a3 · Pion blanc sur case blanche f3 · Tour blanche sur case noire g3 · Fou blanc sur case noire b2 · Dame blanche sur case blanche c2 · Pion blanc sur case noire f2 · Pion blanc sur case noire h2 · Tour blanche sur case noire g1 · Roi blanc sur case blanche h1 | Tour noire sur case noire d8 · Roi noir sur case noire h8 · Pion noir sur case noire a7 · Pion noir sur case blanche b7 · Pion noir sur case blanche f7 · Tour noire sur case blanche h7 · Pion noir sur case noire c5 · Dame noire sur case noire e5 · Cavalier noir sur case noire d4 · Pion blanc sur case noire a3 · Pion blanc sur case blanche f3 · Tour blanche sur case noire g3 · Fou blanc sur case noire b2 · Dame blanche sur case blanche c2 · Pion blanc sur case noire f2 · Pion blanc sur case noire h2 · Tour blanche sur case noire g1 · Roi blanc sur case blanche h1 | Tour noire sur case noire d8 · Roi noir sur case noire h8 · Pion noir sur case noire a7 · Pion noir sur case blanche b7 · Pion noir sur case blanche f7 · Tour noire sur case blanche h7 · Pion noir sur case noire c5 · Dame noire sur case noire e5 · Cavalier noir sur case noire d4 · Pion blanc sur case noire a3 · Pion blanc sur case blanche f3 · Tour blanche sur case noire g3 · Fou blanc sur case noire b2 · Dame blanche sur case blanche c2 · Pion blanc sur case noire f2 · Pion blanc sur case noire h2 · Tour blanche sur case noire g1 · Roi blanc sur case blanche h1 | Tour noire sur case noire d8 · Roi noir sur case noire h8 · Pion noir sur case noire a7 · Pion noir sur case blanche b7 · Pion noir sur case blanche f7 · Tour noire sur case blanche h7 · Pion noir sur case noire c5 · Dame noire sur case noire e5 · Cavalier noir sur case noire d4 · Pion blanc sur case noire a3 · Pion blanc sur case blanche f3 · Tour blanche sur case noire g3 · Fou blanc sur case noire b2 · Dame blanche sur case blanche c2 · Pion blanc sur case noire f2 · Pion blanc sur case noire h2 · Tour blanche sur case noire g1 · Roi blanc sur case blanche h1 | Tour noire sur case noire d8 · Roi noir sur case noire h8 · Pion noir sur case noire a7 · Pion noir sur case blanche b7 · Pion noir sur case blanche f7 · Tour noire sur case blanche h7 · Pion noir sur case noire c5 · Dame noire sur case noire e5 · Cavalier noir sur case noire d4 · Pion blanc sur case noire a3 · Pion blanc sur case blanche f3 · Tour blanche sur case noire g3 · Fou blanc sur case noire b2 · Dame blanche sur case blanche c2 · Pion blanc sur case noire f2 · Pion blanc sur case noire h2 · Tour blanche sur case noire g1 · Roi blanc sur case blanche h1 | Tour noire sur case noire d8 · Roi noir sur case noire h8 · Pion noir sur case noire a7 · Pion noir sur case blanche b7 · Pion noir sur case blanche f7 · Tour noire sur case blanche h7 · Pion noir sur case noire c5 · Dame noire sur case noire e5 · Cavalier noir sur case noire d4 · Pion blanc sur case noire a3 · Pion blanc sur case blanche f3 · Tour blanche sur case noire g3 · Fou blanc sur case noire b2 · Dame blanche sur case blanche c2 · Pion blanc sur case noire f2 · Pion blanc sur case noire h2 · Tour blanche sur case noire g1 · Roi blanc sur case blanche h1 | Tour noire sur case noire d8 · Roi noir sur case noire h8 · Pion noir sur case noire a7 · Pion noir sur case blanche b7 · Pion noir sur case blanche f7 · Tour noire sur case blanche h7 · Pion noir sur case noire c5 · Dame noire sur case noire e5 · Cavalier noir sur case noire d4 · Pion blanc sur case noire a3 · Pion blanc sur case blanche f3 · Tour blanche sur case noire g3 · Fou blanc sur case noire b2 · Dame blanche sur case blanche c2 · Pion blanc sur case noire f2 · Pion blanc sur case noire h2 · Tour blanche sur case noire g1 · Roi blanc sur case blanche h1 | 3 |
| 2 | Tour noire sur case noire d8 · Roi noir sur case noire h8 · Pion noir sur case noire a7 · Pion noir sur case blanche b7 · Pion noir sur case blanche f7 · Tour noire sur case blanche h7 · Pion noir sur case noire c5 · Dame noire sur case noire e5 · Cavalier noir sur case noire d4 · Pion blanc sur case noire a3 · Pion blanc sur case blanche f3 · Tour blanche sur case noire g3 · Fou blanc sur case noire b2 · Dame blanche sur case blanche c2 · Pion blanc sur case noire f2 · Pion blanc sur case noire h2 · Tour blanche sur case noire g1 · Roi blanc sur case blanche h1 | Tour noire sur case noire d8 · Roi noir sur case noire h8 · Pion noir sur case noire a7 · Pion noir sur case blanche b7 · Pion noir sur case blanche f7 · Tour noire sur case blanche h7 · Pion noir sur case noire c5 · Dame noire sur case noire e5 · Cavalier noir sur case noire d4 · Pion blanc sur case noire a3 · Pion blanc sur case blanche f3 · Tour blanche sur case noire g3 · Fou blanc sur case noire b2 · Dame blanche sur case blanche c2 · Pion blanc sur case noire f2 · Pion blanc sur case noire h2 · Tour blanche sur case noire g1 · Roi blanc sur case blanche h1 | Tour noire sur case noire d8 · Roi noir sur case noire h8 · Pion noir sur case noire a7 · Pion noir sur case blanche b7 · Pion noir sur case blanche f7 · Tour noire sur case blanche h7 · Pion noir sur case noire c5 · Dame noire sur case noire e5 · Cavalier noir sur case noire d4 · Pion blanc sur case noire a3 · Pion blanc sur case blanche f3 · Tour blanche sur case noire g3 · Fou blanc sur case noire b2 · Dame blanche sur case blanche c2 · Pion blanc sur case noire f2 · Pion blanc sur case noire h2 · Tour blanche sur case noire g1 · Roi blanc sur case blanche h1 | Tour noire sur case noire d8 · Roi noir sur case noire h8 · Pion noir sur case noire a7 · Pion noir sur case blanche b7 · Pion noir sur case blanche f7 · Tour noire sur case blanche h7 · Pion noir sur case noire c5 · Dame noire sur case noire e5 · Cavalier noir sur case noire d4 · Pion blanc sur case noire a3 · Pion blanc sur case blanche f3 · Tour blanche sur case noire g3 · Fou blanc sur case noire b2 · Dame blanche sur case blanche c2 · Pion blanc sur case noire f2 · Pion blanc sur case noire h2 · Tour blanche sur case noire g1 · Roi blanc sur case blanche h1 | Tour noire sur case noire d8 · Roi noir sur case noire h8 · Pion noir sur case noire a7 · Pion noir sur case blanche b7 · Pion noir sur case blanche f7 · Tour noire sur case blanche h7 · Pion noir sur case noire c5 · Dame noire sur case noire e5 · Cavalier noir sur case noire d4 · Pion blanc sur case noire a3 · Pion blanc sur case blanche f3 · Tour blanche sur case noire g3 · Fou blanc sur case noire b2 · Dame blanche sur case blanche c2 · Pion blanc sur case noire f2 · Pion blanc sur case noire h2 · Tour blanche sur case noire g1 · Roi blanc sur case blanche h1 | Tour noire sur case noire d8 · Roi noir sur case noire h8 · Pion noir sur case noire a7 · Pion noir sur case blanche b7 · Pion noir sur case blanche f7 · Tour noire sur case blanche h7 · Pion noir sur case noire c5 · Dame noire sur case noire e5 · Cavalier noir sur case noire d4 · Pion blanc sur case noire a3 · Pion blanc sur case blanche f3 · Tour blanche sur case noire g3 · Fou blanc sur case noire b2 · Dame blanche sur case blanche c2 · Pion blanc sur case noire f2 · Pion blanc sur case noire h2 · Tour blanche sur case noire g1 · Roi blanc sur case blanche h1 | Tour noire sur case noire d8 · Roi noir sur case noire h8 · Pion noir sur case noire a7 · Pion noir sur case blanche b7 · Pion noir sur case blanche f7 · Tour noire sur case blanche h7 · Pion noir sur case noire c5 · Dame noire sur case noire e5 · Cavalier noir sur case noire d4 · Pion blanc sur case noire a3 · Pion blanc sur case blanche f3 · Tour blanche sur case noire g3 · Fou blanc sur case noire b2 · Dame blanche sur case blanche c2 · Pion blanc sur case noire f2 · Pion blanc sur case noire h2 · Tour blanche sur case noire g1 · Roi blanc sur case blanche h1 | Tour noire sur case noire d8 · Roi noir sur case noire h8 · Pion noir sur case noire a7 · Pion noir sur case blanche b7 · Pion noir sur case blanche f7 · Tour noire sur case blanche h7 · Pion noir sur case noire c5 · Dame noire sur case noire e5 · Cavalier noir sur case noire d4 · Pion blanc sur case noire a3 · Pion blanc sur case blanche f3 · Tour blanche sur case noire g3 · Fou blanc sur case noire b2 · Dame blanche sur case blanche c2 · Pion blanc sur case noire f2 · Pion blanc sur case noire h2 · Tour blanche sur case noire g1 · Roi blanc sur case blanche h1 | 2 |
| 1 | Tour noire sur case noire d8 · Roi noir sur case noire h8 · Pion noir sur case noire a7 · Pion noir sur case blanche b7 · Pion noir sur case blanche f7 · Tour noire sur case blanche h7 · Pion noir sur case noire c5 · Dame noire sur case noire e5 · Cavalier noir sur case noire d4 · Pion blanc sur case noire a3 · Pion blanc sur case blanche f3 · Tour blanche sur case noire g3 · Fou blanc sur case noire b2 · Dame blanche sur case blanche c2 · Pion blanc sur case noire f2 · Pion blanc sur case noire h2 · Tour blanche sur case noire g1 · Roi blanc sur case blanche h1 | Tour noire sur case noire d8 · Roi noir sur case noire h8 · Pion noir sur case noire a7 · Pion noir sur case blanche b7 · Pion noir sur case blanche f7 · Tour noire sur case blanche h7 · Pion noir sur case noire c5 · Dame noire sur case noire e5 · Cavalier noir sur case noire d4 · Pion blanc sur case noire a3 · Pion blanc sur case blanche f3 · Tour blanche sur case noire g3 · Fou blanc sur case noire b2 · Dame blanche sur case blanche c2 · Pion blanc sur case noire f2 · Pion blanc sur case noire h2 · Tour blanche sur case noire g1 · Roi blanc sur case blanche h1 | Tour noire sur case noire d8 · Roi noir sur case noire h8 · Pion noir sur case noire a7 · Pion noir sur case blanche b7 · Pion noir sur case blanche f7 · Tour noire sur case blanche h7 · Pion noir sur case noire c5 · Dame noire sur case noire e5 · Cavalier noir sur case noire d4 · Pion blanc sur case noire a3 · Pion blanc sur case blanche f3 · Tour blanche sur case noire g3 · Fou blanc sur case noire b2 · Dame blanche sur case blanche c2 · Pion blanc sur case noire f2 · Pion blanc sur case noire h2 · Tour blanche sur case noire g1 · Roi blanc sur case blanche h1 | Tour noire sur case noire d8 · Roi noir sur case noire h8 · Pion noir sur case noire a7 · Pion noir sur case blanche b7 · Pion noir sur case blanche f7 · Tour noire sur case blanche h7 · Pion noir sur case noire c5 · Dame noire sur case noire e5 · Cavalier noir sur case noire d4 · Pion blanc sur case noire a3 · Pion blanc sur case blanche f3 · Tour blanche sur case noire g3 · Fou blanc sur case noire b2 · Dame blanche sur case blanche c2 · Pion blanc sur case noire f2 · Pion blanc sur case noire h2 · Tour blanche sur case noire g1 · Roi blanc sur case blanche h1 | Tour noire sur case noire d8 · Roi noir sur case noire h8 · Pion noir sur case noire a7 · Pion noir sur case blanche b7 · Pion noir sur case blanche f7 · Tour noire sur case blanche h7 · Pion noir sur case noire c5 · Dame noire sur case noire e5 · Cavalier noir sur case noire d4 · Pion blanc sur case noire a3 · Pion blanc sur case blanche f3 · Tour blanche sur case noire g3 · Fou blanc sur case noire b2 · Dame blanche sur case blanche c2 · Pion blanc sur case noire f2 · Pion blanc sur case noire h2 · Tour blanche sur case noire g1 · Roi blanc sur case blanche h1 | Tour noire sur case noire d8 · Roi noir sur case noire h8 · Pion noir sur case noire a7 · Pion noir sur case blanche b7 · Pion noir sur case blanche f7 · Tour noire sur case blanche h7 · Pion noir sur case noire c5 · Dame noire sur case noire e5 · Cavalier noir sur case noire d4 · Pion blanc sur case noire a3 · Pion blanc sur case blanche f3 · Tour blanche sur case noire g3 · Fou blanc sur case noire b2 · Dame blanche sur case blanche c2 · Pion blanc sur case noire f2 · Pion blanc sur case noire h2 · Tour blanche sur case noire g1 · Roi blanc sur case blanche h1 | Tour noire sur case noire d8 · Roi noir sur case noire h8 · Pion noir sur case noire a7 · Pion noir sur case blanche b7 · Pion noir sur case blanche f7 · Tour noire sur case blanche h7 · Pion noir sur case noire c5 · Dame noire sur case noire e5 · Cavalier noir sur case noire d4 · Pion blanc sur case noire a3 · Pion blanc sur case blanche f3 · Tour blanche sur case noire g3 · Fou blanc sur case noire b2 · Dame blanche sur case blanche c2 · Pion blanc sur case noire f2 · Pion blanc sur case noire h2 · Tour blanche sur case noire g1 · Roi blanc sur case blanche h1 | Tour noire sur case noire d8 · Roi noir sur case noire h8 · Pion noir sur case noire a7 · Pion noir sur case blanche b7 · Pion noir sur case blanche f7 · Tour noire sur case blanche h7 · Pion noir sur case noire c5 · Dame noire sur case noire e5 · Cavalier noir sur case noire d4 · Pion blanc sur case noire a3 · Pion blanc sur case blanche f3 · Tour blanche sur case noire g3 · Fou blanc sur case noire b2 · Dame blanche sur case blanche c2 · Pion blanc sur case noire f2 · Pion blanc sur case noire h2 · Tour blanche sur case noire g1 · Roi blanc sur case blanche h1 | 1 |
|   | a | b | c | d | e | f | g | h |   |

Ivan Sokolov - Garry Kasparov
Wijk aan Zee, 1999

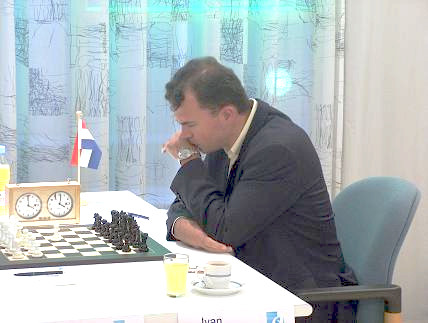
Ivan Sokolov en 2006

Dans cette partie, Sokolov bat un Kasparov à l'apogée de sa carrière (il venait de remporter 7 parties d'affilée dans le même tournoi avant cette ronde) dans une vieille variante dont il maîtrise toutes les subtilités.
1. d4 Cf6 2. c4 e6 3. Cc3 Fb4 4. e3 O-O 5. Fd3 d5 6. Cf3 c5 7. O-O Cc6 8. a3 Fxc3 9. bxc3 Dc7 10. Dc2 dxc4 11. Fxc4 e5 12. Fd3 Te8 13. e4 exd4 14. cxd4 Fg4 15. e5 Fxf3 16. exf6 Cxd4 17. Fxh7+ Rh8 18. fxg7+ Rxg7 19. Fb2 Tad8 20. gxf3 Th8 21. Rh1 Txh7 22. Tg1+ Rh8 23. Tg3 De5 24.Tag1 Th4
Une nouveauté malheureuse. Jusqu'ici, les deux joueurs suivaient une partie de 1954. Gideon Ståhlberg avec les noirs joua 24. ... Dh5 et la partie se termina par la nulle après 25.T1g2 f6 26.Dc4 Df7 27.Dxf7 Txf7
25. Dc1 Rh7 26. Db1+ Rh8 27. Df1 De6 28. Dg2 
1-0
En tout, Sokolov ne réfléchit que sur 5 coups devant l'échiquier : le reste étant une préparation. Il est rare que Garry Kasparov soit pris en défaut par manque de préparation.